# Castell de Segart
El Castell de Segart (Camp de Morvedre, País Valencià), és una fortalesa d'origen musulmà construïda al voltant del segle xiii, i que se situa al 
alt d'un turó sobre la població que li dona el seu nom. Encara es poden veure restes de les muralles i part de l'estructura cúbica d'un aljub.
Malgrat la seua mida reduïda, va haver de ser especialment bonic, tant pel seu disseny com per la seva ubicació. L'entrada a les ruïnes del castell es fa per la part nord. Allà es troben dos "torres" protegeixen l'antiga entrada al recinte fortificat. Aquestes estructures no són pròpiament torres sinó allargaments cap a l'exterior de la muralla. Hi ha una torre en direcció est però per la forma de construcció i els materials emprats és molt possible que siga del segle xiv.
Tot el recinte va haver d'estar enllaçat amb una muralla. No queden restes d'aquesta per haver estat utilitzada probablement per a l'elaboració de bancals o que hagin sofert un deteriorament en ser de tàpia i no haver tingut reparacions ni conservació. A la zona més alta encara persisteixen les restes d'un aljub. Al seu costat s'observen restes d'antics assecadors de figues.

## Descripció

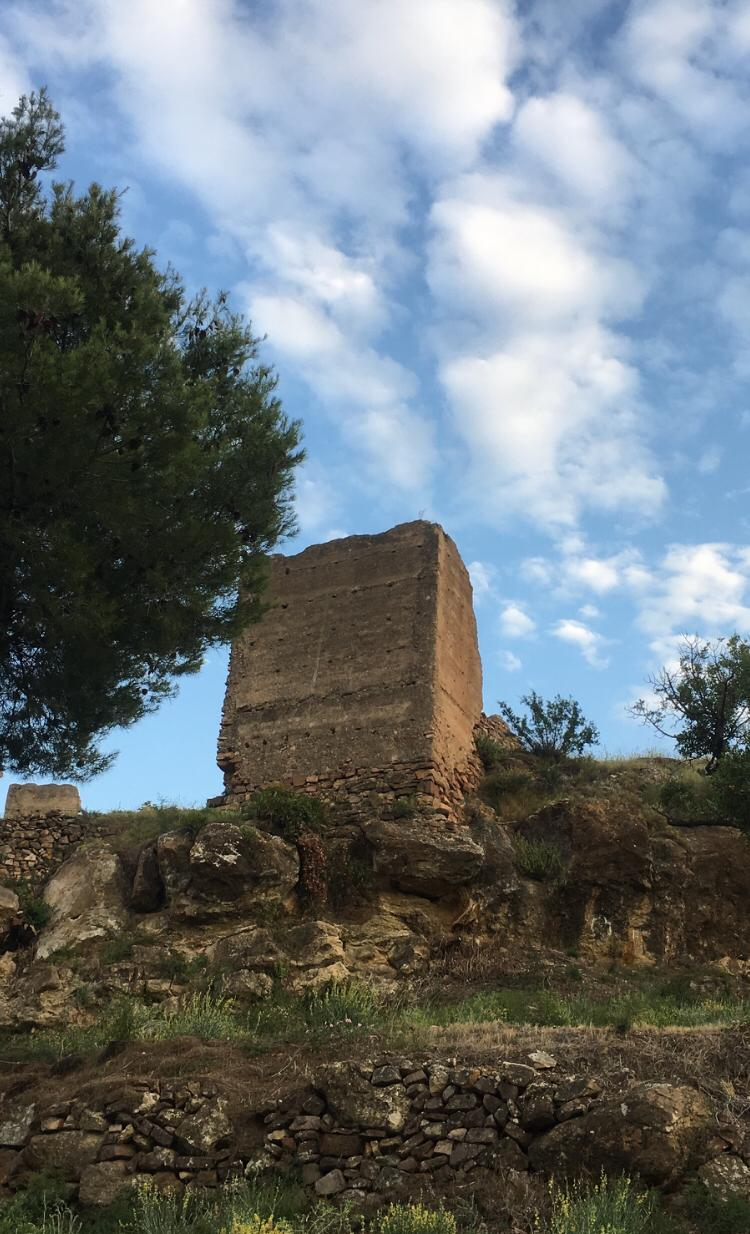
Part de les muralles del Castell de Segart.

De la fortalesa, actualment en ruïna, s'aprecien restes de muralla construïda amb tàpia sobre maçoneria. Els orígens de la població i del castell corresponen a l'època de dominació musulmana.
La fortalesa va ser conquerida per Jaume I en data incerta, però amb seguretat al voltant de 1238. El mateix monarca, el 20 de juny de 1238, el cediria al bisbe de Vic Bernat Calvó. Vuit anys després passaria al seu successor Bernat Mur i, posteriorment, el permutà amb la Corona per altres senyorius. En 1248, seria propietat d'Adam de Paterna. El monarca Pere el Cerimoniós, lliuraria la seva propietat a Bernat Ripax i anys més tard s'incorporaria a la jurisdicció de Sagunt, de la qual no es independitzaria fins a 1535.
L'expulsió dels moriscos en el 1609 va comportar que el lloc quedés deshabitat, per la qual cosa Joan de Vila-rasa, en aquell temps senyor
de la baronia que formaven Segart i Albalat, va haver escometre la tasca de repoblar amb cristians vells procedents de terres catalanes.